# Sztuka grecka wieków ciemnych
Sztuka grecka wieków ciemnych obejmuje okres od upadku kultury mykeńskiej (ok. 1200 p.n.e.) do rozkwitu cywilizacji greckiej w VIII wieku p.n.e. Tradycyjna nazwa „wieki ciemne” powstała ze względu na małą liczbę źródeł archeologicznych z tego okresu i w efekcie trudności w odtworzeniu jego dziejów.
Badacze najczęściej termin „wieków ciemnych” w sztuce odnoszą do dwóch okresów:
- okresu submykeńskiego (ok. 1150–1050 p.n.e.)
- okresu protogeometrycznego (ok. 1050–900 p.n.e.)

Czasem sztuka wieków ciemnych jest włączana do sztuki okresu archaicznego i traktowana jako jeden z jej podokresów.
W wiekach ciemnych dochodzi do obniżenia poziomu życia i odejścia od wcześniejszych osiągnięć (np. znajomości pisma). Upadały warsztaty złotnicze i snycerskie. Znaleziska są bardzo skromne; jest to głównie ceramika.

## Architektura
Brak jest architektury monumentalnej, jaka powstawała w okresie egejskim (np. cytadela w Mykenach). Znane są jedynie pozostałości po dość skromnych budowlach. Przykładem typowej wioski z tego okresu jest Karfi (Karphi) na Krecie, założona w XII wieku p.n.e. Osada ma zwartą zabudowę, brukowane ulice oraz pozostałości po budynku, interpretowanym jako megaron pałacowy. Odkryto także okręg kultowy w formie dziedzińca otoczonego murem. Około IX wieku p.n.e. powstała Smyrna (dzisiejszy Izmir), w której zachowały się ślady po owalnej budowli mieszkalnej o wymiarach 3x5 m – jednym z pierwszych domów, których stan pozwolił na rekonstrukcję.
Pozostałości większej budowli znaleziono w Lefkandi na Eubei (I połowa X wieku p.n.e.). Ma ona wymiary 10x47 m i wzniesiona była na planie prostokąta zakończonego apsydą, posiadała anty, wewnętrzną kolumnadę oraz zewnętrzne podpory. W środku budowli odkryto trzy bogato wyposażone groby, a obok budynku całe cmentarzysko. Być może budowla pierwotnie była pałacem, a później została przekształcona w heroon.

## Rzeźba

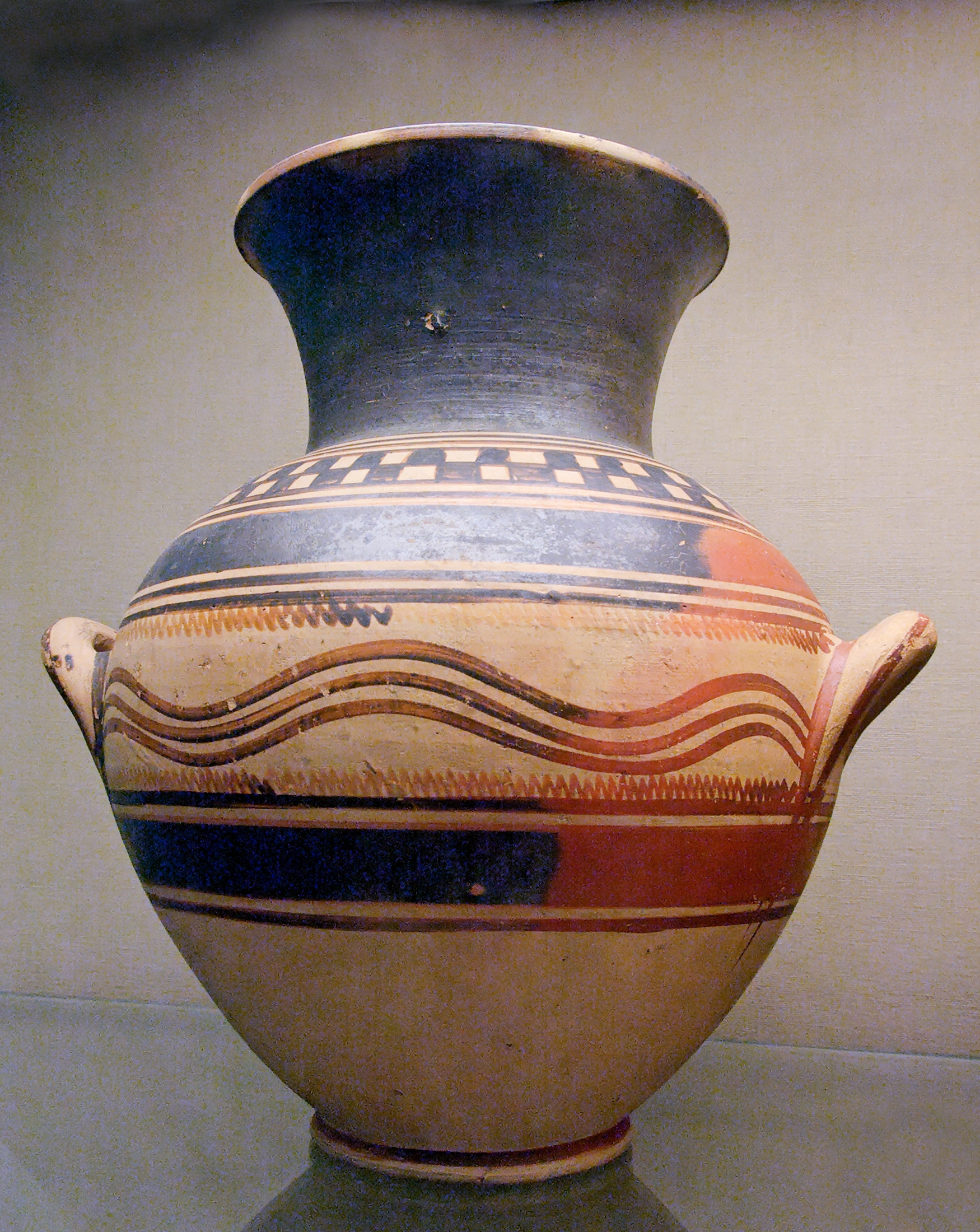
Protogeometryczna amfora z terakoty, ok. 950–900 p.n.e., Muzeum Brytyjskie

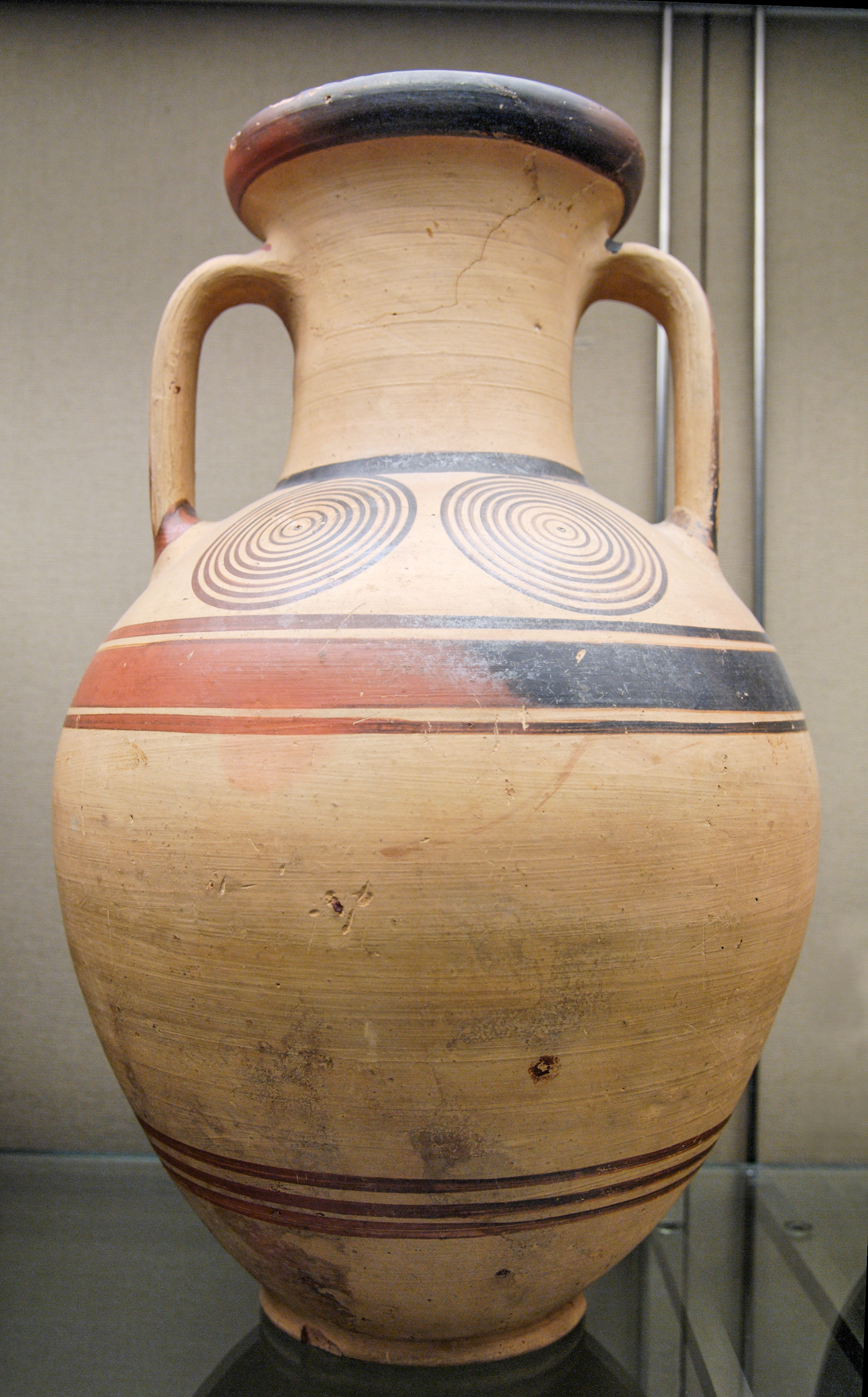
Protogeometryczna amfora z terakoty wykonana w Atenach, ok. 975–950 p.n.e., Muzeum Brytyjskie

Rozwijała się drobna rzeźba terakotowa i brązowa. Z terakoty wykonywano głównie figurki kobiece oraz postacie ubrane, a z brązu posążki nagich mężczyzn. W Karfi odkryto figurki z XI wieku p.n.e. tzw. boginie błogosławiące, podobne do egejskich bogiń. Do zabytków tego okresu należy także zaliczyć terakotowego jelenia z Keramejkos oraz centaura z Lefkandi.

## Ceramika
Ceramika jest tą dziedziną twórczości wieków ciemnych, z której zachowało się najwięcej zabytków, co umożliwia śledzenie rozwoju i zmian stylistycznych wyrobów.
W okresie submykeńskim widoczne są jeszcze wpływy mykeńskie. Typowe naczynia tego czasu to naczynia strzemionowe, amfory, lekyty i czary. Jakość naczyń była niższa niż w późniejszym okresie, a dekoracja mniej precyzyjna.
Styl protogeometryczny pojawił się w IX wieku p.n.e. w Attyce. Jego nazwa wskazuje na silne związki z kolejnym stylem – geometrycznym. Naczynia były w tym czasie lepiej wykonywane, miały bardziej zharmonizowane proporcje, a dekoracja była dostosowana do kształtu naczynia. Pojawiają się motywy koncentrycznego koła lub półkola – przypuszcza się, że do ich wykonania używano wielowłosowych pędzli. Z czasem coraz większa powierzchnia naczynia była pokrywana malowidłem. Zarówno dla okresu protogeometrycznego, jak i geometrycznego właśnie, charakterystyczne są zdobienia za pomocą figur geometrycznych i znaków takich, jak koła, linie, spirale.
W okresie geometrycznym pojawiają się meandry, krzyże itp. Zdobiono już całą powierzchnię naczynia (horror vacui), następowała miniaturyzacja motywów. Pojawiła się ornamentyka metopowa (okienkowa), która polegała na pozostawianiu „okienek” otoczonych ramką, w których umieszczało się pojedynczy motyw ornamentu. Tak jak w okresie wcześniejszym dekorowano naczynia malując duże płaszczyzny jednolitą barwą. Kształty naczyń wysmukliły się, ścianki stały się cieńsze. Pojawiła się schematyczna ornamentyka figuralna tworząca pasy obiegające naczynie dookoła. Zanikły naczynia strzemionowe, a obok wcześniejszych typów naczyń popularne stały się ojnochoe, hydrie i kubki.